# Državna cesta D409
D409 je državna cesta u Hrvatskoj. 
Cesta započinje na križanju u Planom, iznad Trogira, odakle se spušta prema Trogiru. Cesta se nakon 1 km, kod potoka Pantana, dijeli na odvojak koji nastavlja prema Trogiru (D315) i odvojak koji skreće prema zračnoj luci (također dio D409).
Ukupna duljina ceste iznosi 3,3 km.